# میراث جنگل‌های بارانی استوایی سوماترا
میراث جنگل‌های بارانی استوایی سوماترا (انگلیسی: Tropical Rainforest Heritage of Sumatra) در سال ۲۰۰۴ به‌عنوان یک میراث جهانی یونسکو به ثبت رسید. این منطقه شامل سه پارک ملی اندونزی در جزیره سوماترا است: پارک ملی کوه لوسر، پارک ملی کرینچی سلبات و پارک ملی بوکیت بریسان. این منطقه تحت معیارهای زیر ثبت شده است:
- معیار vii: زیبایی چشم‌انداز خارق‌العاده
- معیار ix: نمونه‌ای برجسته از فرایندهای اکولوژیکی و زیستی مهم و در حال تداوم
- معیار x: دارا بودن مهم‌ترین و بارزترین زیستگاه‌های طبیعی برای حفاظت درون‌زیستی

میراث جنگل‌های بارانی استوایی سوماترا از سال ۲۰۱۱ در فهرست سایت‌های در معرض خطر قرار گرفته تا با تهدیداتی نظیر شکار غیرقانونی، قطع غیرمجاز درختان، تجاوزات کشاورزی و برنامه‌های ساخت جاده در این منطقه مقابله شود.